# Scott (condad de Monroe, Wisconsin)
Scott es un pueblo ubicado en el condado de Monroe en el estado estadounidense de Wisconsin. En el Censo de 2010 tenía una población de 135 habitantes y una densidad poblacional de 1,43 personas por km².

## Geografía
Scott se encuentra ubicado en las coordenadas 44°7′17″N 90°21′32″O / 44.12139, -90.35889. Según la Oficina del Censo de los Estados Unidos, Scott tiene una superficie total de 94.58 km², de la cual 87.8 km² corresponden a tierra firme y (7.17%) 6.78 km² es agua.

## Demografía
Según el censo de 2010, había 135 personas residiendo en Scott. La densidad de población era de 1,43 hab./km². De los 135 habitantes, Scott estaba compuesto por el 90.37% blancos, el 0% eran afroamericanos, el 0% eran amerindios, el 0% eran asiáticos, el 0% eran isleños del Pacífico, el 5.93% eran de otras razas y el 3.7% pertenecían a dos o más razas. Del total de la población el 8.15% eran hispanos o latinos de cualquier raza.